# Quo vadis?

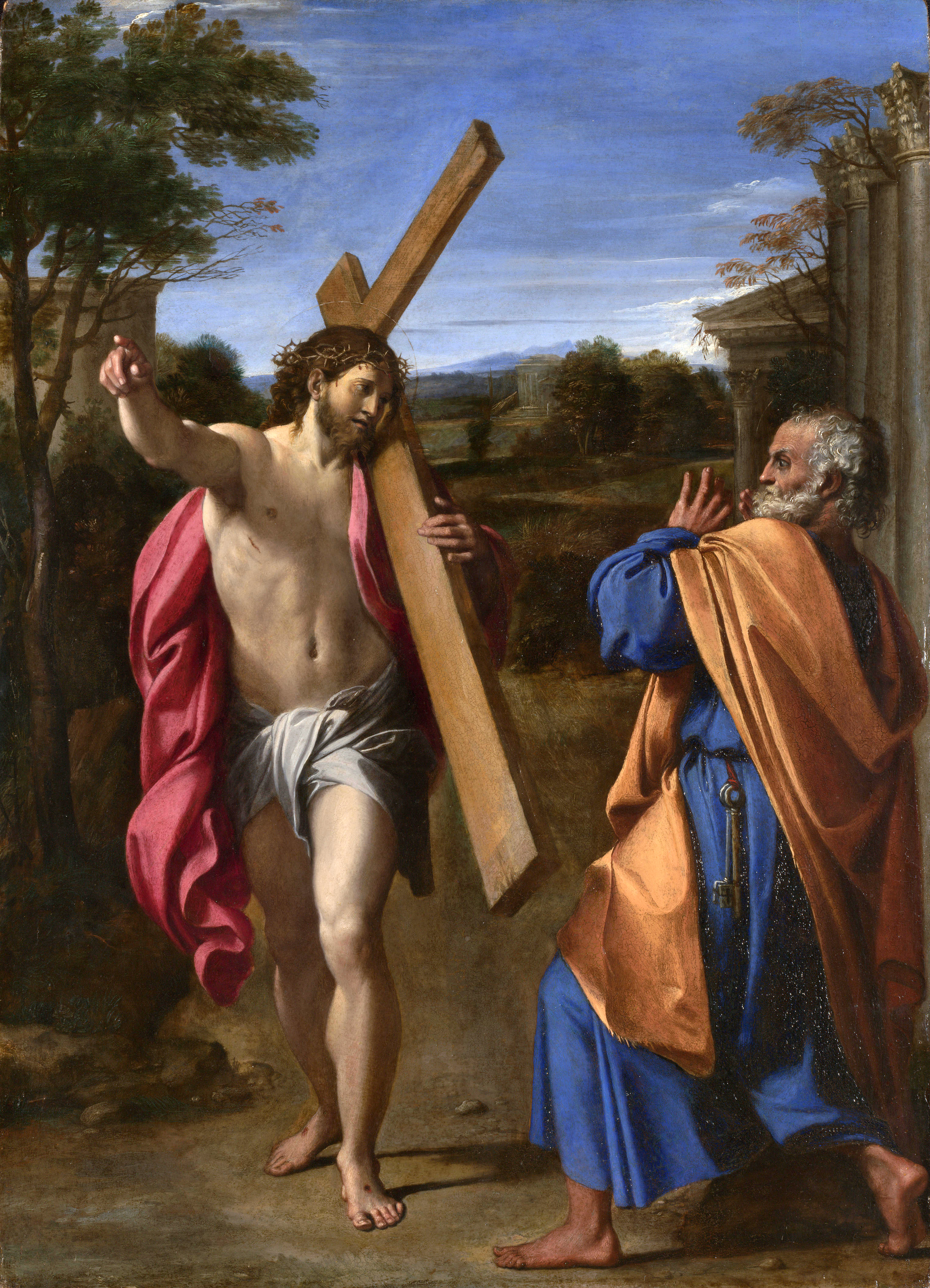
Domine, quo vadis? (1602) por Annibale Carracci

Quo vadis es una frase latina que significa «¿A dónde vas?».
La frase está vinculada a una tradición cristiana que gira en torno a San Pedro. De acuerdo con los Hechos de Pedro,  el Emperador Nerón en el año 64 comenzó una persecución contra los cristianos. Temeroso de que algo malo le pudiera suceder, Pedro escapa de Roma por la Vía Apia, pero en el camino se encuentra con Jesucristo que iba cargando una cruz. 
Pedro, al verlo, le pregunta: «Quo vadis, Domine» (¿A dónde vas, Señor?) a lo que Cristo contesta: «Romam vado iterum crucifigi» («Voy hacia Roma para ser crucificado de nuevo»).
Pedro, avergonzado de su actitud, vuelve a Roma a continuar su ministerio, siendo posteriormente martirizado y crucificado cabeza abajo. En el lugar de su martirio se levanta hoy día, según la tradición, la Basílica de San Pedro de la Ciudad del Vaticano y en la cripta de la Basílica reposan sus restos.